# Константин Грузинский
Константин Грузинский (ум. 740) — грузинский князь, один из наиболее чтимых святых Грузинской православной церкви.
Происходил из княжеского рода и, вместе со своим братом Давидом, был наследственным правителем Аргветской области. Когда на его область напали арабские войска Марвана Глухого, братья организовали защиту и сначала разбили мусульман, но затем были побеждены и взяты в плен. Отказавшись перейти в ислам, оба брата, после долгих мучений, были в 740 году утоплены.
Их мощи были обретены в XII веке и почивают в монастыре Моцамета в 3 км от города Кутаиси.
Память святых князей отмечается 15 октября в день, называемый в их честь Моцаметоба.